# Architektonische Perspektive
Die so genannte Architektonische Perspektive (auch: Architektonische Vedute) ist ein Gemälde mit der Ansicht eines Platzes, das wahrscheinlich um 1490 in Mittelitalien entstanden ist und vermutlich Teil einer Raum- oder Möbeldekoration war. Der Maler ist unbekannt; von der kunstwissenschaftlichen Forschung wird das Bild überwiegend Francesco di Giorgio Martini zugeschrieben. Das in Tempera auf Pappelholz ausgeführte Tafelbild ist streng zentralperspektivisch aufgebaut. Es ist Teil der Dauerausstellung der Gemäldegalerie Berlin (Inventarnummer 1615). Zwei Gemälde mit ähnlichen Platzansichten befinden sich in der Galleria Nazionale delle Marche in Urbino und im Walters Art Museum in Baltimore; ein weiteres aus dem Besitz des Berliner Kunstgewerbemuseums ist seit Ende des II. Weltkriegs verloren.

## Beschreibung

### Bildbeschreibung
Das Bild zeigt den Blick durch eine die gesamte Bildbreite einnehmende Portikus über einen weiten, bis zum Meeresufer reichenden Platz, der an den übrigen Seiten von Gebäuden gesäumt ist. Die Seitenwände der Portikus bestehen aus von kannelierten Pfeilern begrenzten Rundbögen, die gemeinsam mit den gleichfalls kannelierten jeweils zu zweit neben- und hintereinander stehenden vier Säulen die Decke der Portikus tragen. Pfeiler und Säulen besitzen ungewöhnliche geometrisch reliefierte Kapitelle, auch ist die Kannelierung nach ein Drittel der Höhe versetzt. Die drei gleich breiten Joche der Portikus korrespondieren mit der Gliederung der als Holzvertäfelung gemalten unteren Bildrahmung. Der Boden der Loggia ist mit an Marmorinkrustationen erinnernden geometrischen Mustern aus drei mal vier Quadraten mit einem diagonal schwarz und porphyrrot abwechselnden Rautenmuster verziert. Die Unterseite der Portikusdecke zeigt eine Kassettierung mit hängenden roten und schwarzen Pyramiden. Der Platz ist menschenleer; auf der linken Bildseite sind die übermalten Reste einiger Personen zu erkennen, deren Größenmaßstab nicht recht zur sie umgebenden Architektur passt.

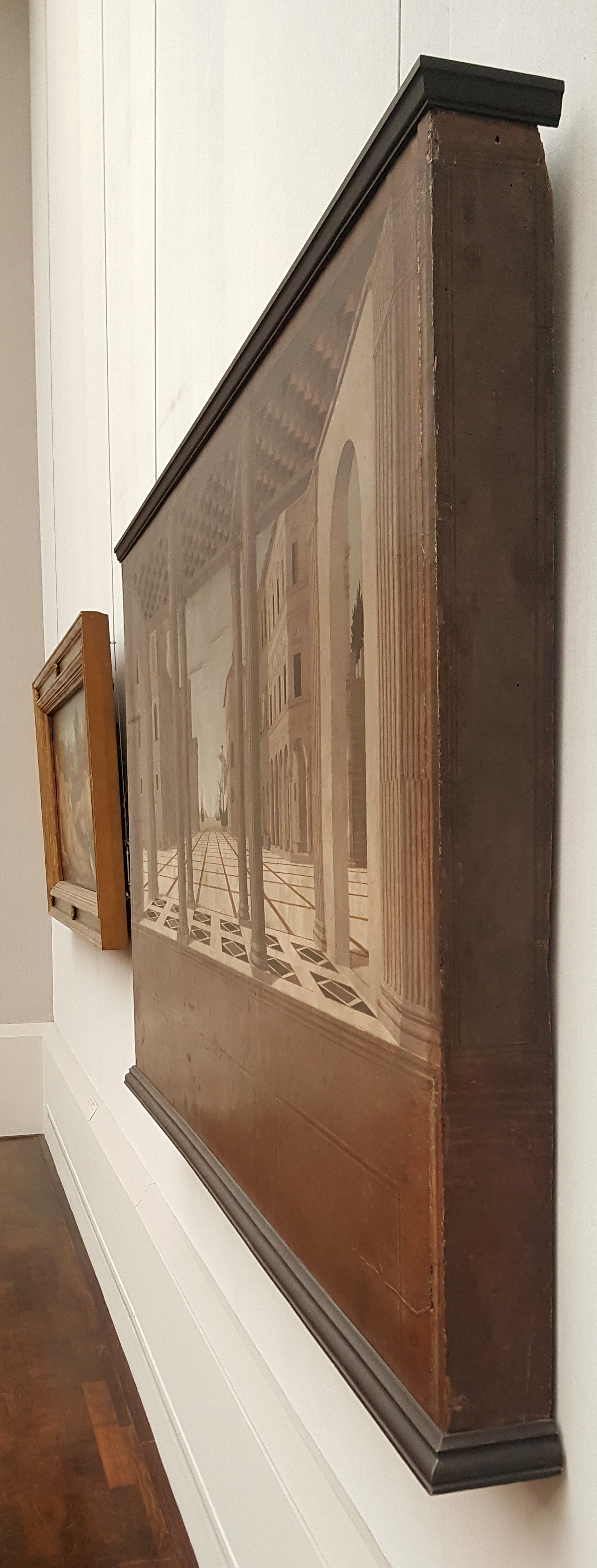
Ansicht der rechten Seite des Gemäldes

Der erste Palast auf der linken Bildseite ähnelt in seiner Fassadengestaltung dem Florentiner Palazzo Rucellai. An ihn schließen zwei weitere Wohngebäude an; darüber ist ein Stück einer Basilika zu erkennen. Am Ufer links befindet sich ein Gebäude, das an die Engelsburg in Rom erinnert. Auf der rechten Seite des Platzes sind vier Wohngebäude dargestellt. Das Erdgeschoss des ersten Palastes ist als Portikus mit Arkaden zum Platz hin geöffnet; rechts schließt sich eine hohe gezinnte Gartenmauer an, die von Bäumen überragt wird. Das zweite Gebäude auf der rechten Platzseite besitzt einen Zinnenkranz. Am Ufer links erhebt sich ein dreigeschossiger Palazzo mit einem heute nicht mehr identifizierbaren Wappen. Auf dem Meer sind sechs Schiffe, zum Teil mit gesetzten Segeln, erkennbar.

### Bildaufbau
Das Gemälde ist zentralperspektivisch aufgebaut; der Blick durch den Portikus und die Pflasterung unterstützen die sogartige Wirkung der Komposition. Der Fluchtpunkt befindet sich auf der Horizontlinie in der Mitte des Bildes, leicht rechts von einem der hinteren Schiffe. Bei den Bildern in Baltimore und Urbino liegt der Fluchtpunkt in der zentralen Öffnung des Triumphbogens bzw. in der Tür des Zentralbaus im Zentrum des Platzes.

### Material und Technik
Der Bildträger besteht aus verleimten Pappelholzbrettern. Der Künstler hat, wie Streiflichtaufnahmen zeigen, mit Hilfe von Lineal und Zirkel Konstruktionslinien in die Grundierung geritzt. Danach wurde die Temperafarbe aufgebracht; zum Schluss wurde das Bild wie üblich gefirnisst.

### Zustand
Die Farbschicht ist schadhaft und rissig. Unten rechts und oben links befinden sich außerdem tiefe Risse im Holz. Wegen seines problematischen Zustands konnte das Gemälde 2012 nicht für die Ausstellung La città ideale. L’utopia del Rinascimento a Urbino tra Piero della Francesca e Raffaello in Urbino ausgeliehen werden.

## Autorschaft
Welcher Künstler das Gemälde schuf, ist unklar. Die in der kunstwissenschaftlichen Forschung überwiegend diskutierte Zuschreibung an Francesco di Giorgio Martini beruht auf der Beschreibung eines Hafens an einem großen Platz in einem seiner Architekturtraktate. Als gesichert gilt, dass es ein Maler war, der sowohl die Architekturmalerei wie auch die Zentralperspektive beherrschte – Ende des 15. Jahrhunderts verbreitete Kenntnisse. Wegen der Ähnlichkeit zur Stadtansicht in Urbino wurden auch andere Künstler am Hof von Federico da Montefeltro wie etwa Piero della Francesca oder Luciano Laurana in die Überlegungen einbezogen. In der Gemäldegalerie wird das Bild dem sienesischen Künstler Francesco di Giorgio Martini zugeschrieben.

## Stadtbilder aus Baltimore und Urbino

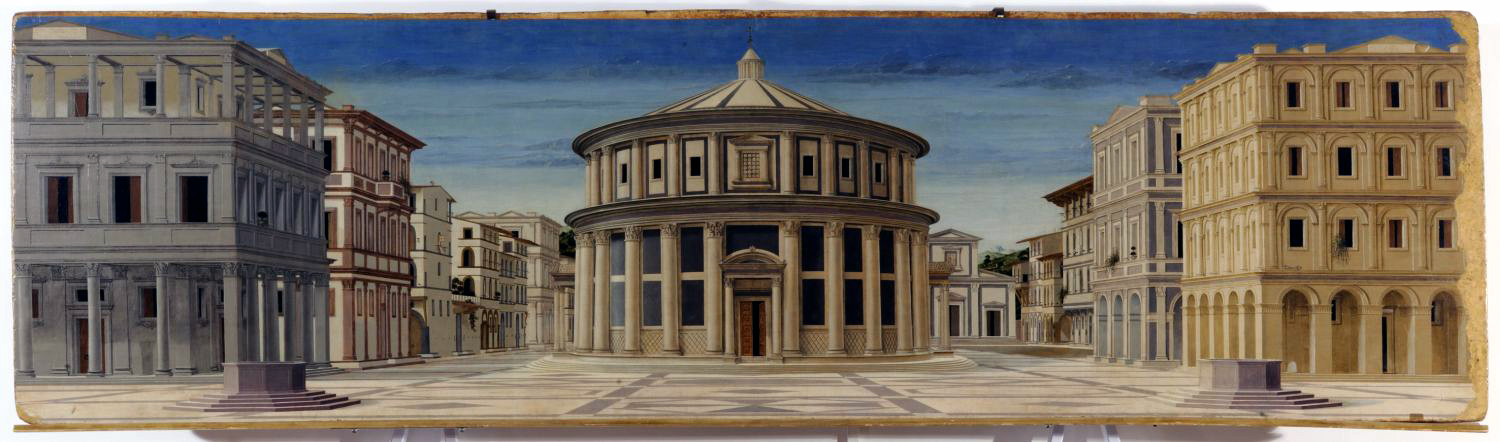
Città ideale – Galleria Nazionale delle Marche, Urbino (um 1480) 67,7 × 239,4 cm

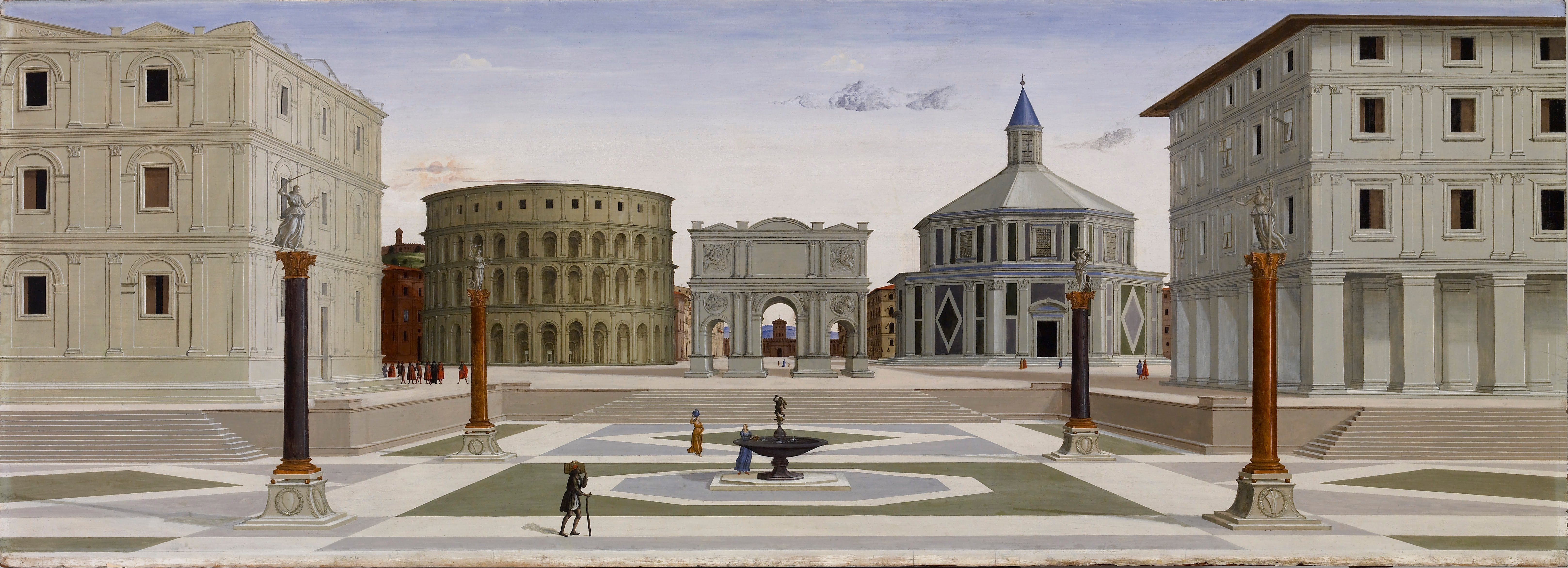
The Ideal City – Walters Art Museum, Baltimore (um 1480) 80,3 × 220 cm

Es existieren aus dieser Zeit mehrere Bilder, die Parallelen zum Berliner Bild aufweisen. Zwei, in diesem Zusammenhang immer wieder genannte Tafeln befinden sich in Baltimore (Walters Art Museum) und Urbino (Galleria Nazionale delle Marche). Sie wurden ebenfalls Künstlern des Hofes in Urbino zugeschrieben; unterscheiden sich aber deutlich sowohl vom Berliner Bild als auch untereinander. Der Kunsthistoriker Richard Krautheimer verband die Tafeln aus Baltimore und Urbino in einem frühen Aufsatz (1948) mit Bühnenbildern (scena tragica und scena comica); diese Überlegung wurde von Krautheimer selbst später verworfen. Für eine Verbindung der drei architektonischen Veduten – beispielsweise eine gemeinsame Beauftragung oder einen gemeinsamen Anbringungsort – gibt es keine Belege.
Die drei Gemälde sind nicht die einzigen Bilder aus dieser Zeit mit einer zentralperspektivischen Darstellung eines Stadtprospekts. Es gibt intarsierte und bemalte Cassoni (Brauttruhen) mit ähnlichen Motiven. Eine früher im Berliner Kunstgewerbemuseum aufbewahrte Cassone-Tafel mit der Piazza Ognissanti in Florenz ist seit 1945 verloren.

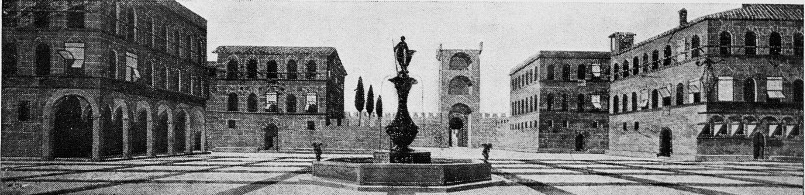
Anonymous, Piazza Ognissani in Florenz, 15. Jahrhundert, bis 1945 Kunstgewerbemuseum, Berlin, verschollen

## Provenienz
Das Bild stammt angeblich aus einer Villa bei Florenz; Nachweise hierfür existieren nicht. 1896 wurde es durch den Kaiser Friedrich-Museums-Verein in Florenz erworben und befindet sich seitdem als Dauerleihgabe in der Gemäldegalerie.

## Ursprüngliche Funktion
Die Funktion des Gemäldes ist unbekannt. Möglicherweise war es als so genannte Spalliera Teil eines Möbels – vielleicht eines sofaartigen Tagbettes (ital. lettuccio) – oder einer Wandverkleidung.